# Acolo unde nimeni n-a îndrăznit... (Star Trek: Seria originală)
„Acolo unde nimeni n-a îndrăznit...”  (în engleză „Where No Man Has Gone Before”) este al doilea episod pilot al serialului american științifico-fantastic Star Trek: Seria originală. Episodul a fost difuzat prima oară de către NBC pe 22 septembrie 1966 ca al treilea episod al primului sezon al serialului original Star Trek. Episodul a fost regizat de James Goldstone după un scenariu scris de Samuel A. Peeples.
Denumirea acestui episod a devenit o expresie folosită la începutul tuturor episoadelor care au urmat din Seria Originală și din Generația următoare (diferența este că se folosește expresia Acolo unde nimeni nu a ajuns vreodată în serialul Generația următoare și Acolo unde nu a mai fost niciun om/Acolo unde niciun om nu a ajuns vreodată în Seria Originală).
În acest episod Enterprise încercă să traverseze Marea Barieră de la marginea galaxiei. Membrii echipajului Gary Mitchell și Elizabeth Dehner încep să aibă puteri psihice aproape divine, puteri care amenință siguranța echipajului.

## Povestea

Lt. Cdr. Gary Mitchell (Gary Lockwood) și Elizabeth Dehner (Sally Kellerman) încep să aibă puteri psihice aproape divine.

USS Enterprise, comandată de căpitanul James T. Kirk, este într-o misiune de explorare care implică părăsirea galaxiei noastre. În timpul călătoriei, echipajul descoperă o cutie neagră. Aceasta este a unei nave pământene pierdute, SS Valiant. Înregistratorul vechi de 200 de ani, este abia funcțional, dar indică faptul că Valiant a fost măturată din calea sa de către o furtună magnetică spațială. Cutia neagră conține date de rău augur despre ultimele momente de la bordul navei și indică faptul că echipajul a întreprins frenetic căutări despre percepția extrasenzorială (ESP) în biblioteca computerizată a navei. Banda se termină cu căpitanul de pe Valiant care inițiază secvența de auto-distrugere a navei.
Kirk decide că trebuie să afle ce s-a întâmplat cu nava Valiant. Prin urmare Enterprise traversează marginea galaxiei unde întâlnește o barieră ciudată, care cauzează daune grave sistemelor electrice, iar nava este obligată să se întoarcă din drum. În același timp, cârmaciul Gary Mitchell și psihiatrul navei Dr. Elizabeth Dehner își pierd conștiința datorită efectului câmpului. După ce se trezesc, ochii lui Mitchell strălucesc ca argintul. În curând începe să manifesteze puteri psihotronice remarcabile. Puterile doctoriței Dehner cresc într-un ritm mai lent decât cele ale lui Mitchell, dar în cele din urmă și ei îi vor străluci ochii ca argintul și puterile vor fi asemănătoare cu cele ale lui Mitchell.
Mitchell și Kirk erau prieteni apropiați de mulți ani. Ca aspirant în Flota Stelară, Mitchell a fost unul dintre elevii locotenentului Kirk în acea perioadă.
Între timp, Mitchell devine din ce în ce arogant și ostil față de restul echipajului, declarând că este divin datorită noilor sale puteri. El își impune dorințele sale cu ajutorul puterilor telepatice și telekinetice, foarte înfricoșătoare. Mr. Spock consideră că și pe nava SS Valiant s-a întâmplat același fenomen și că astfel de puteri au apărut la unii din membrii echipajului acestei nave. Ceilalți membri ai echipajului și-au dat seama că trebuie să distrugă nava pentru a împiedica răspândirea unei noi rase de superoameni prin galaxie, rasă care ar distruge pe cea umană, deoarece ar considera-o inferioară. Spock îl atenționează pe Kirk că trebuie să găsească o cale de a-l distruge pe Mitchell, înainte de fi prea târziu, dar Kirk, furios, refuză.
Îngrijorat de faptul că Mitchell poate supune în cele din urmă toată nava Enterprise, Kirk, conform recomandării lui Spock, decide să-l abandoneze pe o planetă nepopulată unde se află instalații industriale de cracare a litiului. Planeta se află în sistemul Delta Vega și este complet automatizată. Navele cu minereuri ajung aici odată la 20 ani. Odată ajunsă aici, echipa teleportată încearcă să limiteze puterile lui Mitchell, dar acestea sunt prea puternice. Mitchell devine violent și-l ucide pe locotenent navigator Lee Kelso. Mitchell evadează și o ia pe Dr. Dehner cu el. 
Kirk îi urmărește și apelează la umanitatea Dr. Dehner pentru ajutor. În timp ce Mitchell se pregătește să-l omoare pe Kirk cu puterile sale, Dr. Dehner îl atacă pe Mitchell și-l slăbește. Mitchell o rănește mortal pe Dehner, dar înainte de a-și reveni complet, Kirk trage cu laserul și Mitchell este omorât de stâncile care se prăbușesc peste el.
Înapoi pe punte, Kirk notează în jurnalul său oficial că atât Dehner cât și Mitchell și-au dat viața „în timpul executării obligațiilor de serviciu”, concluzionând că cei doi nu au cerut ceea ce li s-a întâmplat.

## Distribuție
- Gary Lockwood – Lt. Cmdr. Gary Mitchell
- Sally Kellerman – Dr. Elizabeth Dehner
- Lloyd Haynes – Alden
- Andrea Dromm – Yeoman Smith
- Paul Carr – Lt. Lee Kelso
- Paul Fix – Dr. Mark Piper